# Édouard Nzambimana
Édouard Nzambimana (Matana, 20 de diciembre de 1945 - Septiembre de 2015) fue un político y militar burundés, que se desempeñó como Primer ministro de Burundi entre 1976 y 1978, durante la presidencia de Jean-Baptiste Bagaza. También ocupó las carteras de Obras Públicas, Planificación, Agricultura y Relaciones Exteriores.

## Biografía
Nació en la localidad de Matana, en la provincia de Bururi, entonces ubicada en la colonia belga de Ruanda-Urundi. Realizó su educación primaria en la Escuela Católica de Rumeza, y comenzó sus estudios secundarios en el Colegio del Espíritu Santo en Burundi, la cual concluyó en la Escuela Real de Cadetes en Bélgica en 1962. Se formó como oficial militar en la Real Escuela Militar de Bélgica, en Bruselas, y obtuvo el título de Ingeniero civil en 1970, antes de regresar a Burundi en 1971, ya ostentando el rango de Capitán.
A su regreso comenzó una fructífera carrera en el Ejército Nacional de Burundi, donde fue designado inmediatamente como Jefe del Cuerpo de Ingenieros del Estado Mayor. En 1972 fue ascendido al rango de Mayor y en julio de 1975 alcanzó el rango de Teniente Coronel. Afiliado a la Unión para el Progreso Nacional, en 1974 fue designado Ministro de Obras Públicas, Transporte y Equipamiento en el gobierno del dictador Michel Micombero.
El 1 de noviembre de 1976 el Teniente Coronel Jean-Baptiste Bagaza derrocó al gobierno de Micombero y estableció el Consejo Supremo Revolucionario, una junta militar para gobernar Burundi; en compensación por haber participado del Golpe, Nzambimana fue nombrado miembro del Consejo. El 10 de noviembre la junta designó a Bagaza como presidente de Burundi y el 12 de noviembre el flamante presidente nombró a Nzambimana como primer ministro del país, tras más de tres años de vacancia en el puesto. Declaró que su gobierno tendría tres objetivos: Abolir el sistema de impuestos introducido durante la época colonial, desmontar las estructuras feudales existentes y llevar a cabo una reforma agraria.
Concurrente al puesto de primer ministro, fue designado Ministro de Planificación. Más adelante, en mayo de 1977, pasó de la cartera de Planificación a ocupar el puesto de Ministro de Agricultura, Ganadería y Desarrollo Rural. En octubre de 1978 el puesto de primer ministro fue suprimido y pasó a ocupar el puesto de Ministro de Relaciones Exteriores y Cooperación, posición que ocupó hasta 1982.
Falleció en septiembre de 2015 y fue enterrado en su localidad natal.